# Trachycephalus imitatrix
A Trachycephalus imitatrix a kétéltűek (Amphibia) osztályának békák (Anura) rendjébe és a levelibéka-félék (Hylidae) családjába tartozó faj.

## Előfordulása
A faj Brazíliában és Argentínában honos. Természetes élőhelye szubtrópusi vagy trópusi nedves síkvidéki erdők, szubtrópusi vagy trópusi nedves hegyvidéki erdők, édesvizű mocsarak. A fajt élőhelyének elvesztése fenyegeti.